# Illegale Tagung der KPD im Sporthaus Ziegenhals

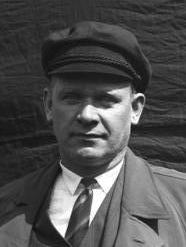
Ernst Thälmann als Kandidat der Kommunistischen Partei zur Reichspräsidentenwahl 1932.

Die Illegale Tagung der KPD im Sporthaus Ziegenhals bezeichnet ein konspiratives Zusammentreffen der Parteispitze der Kommunistischen Partei Deutschlands (KPD), dem Zentralkomitee (ZK), mit Bezirkssekretären und Chefredakteuren der wichtigsten Bezirkszeitungen am 7. Februar 1933, kurz nach der Machtergreifung durch die Nationalsozialisten. Tagungsstätte war das als Treffpunkt von Arbeitersportlern genutzte und von KPD-Mitgliedern geführte damalige Sporthaus Ziegenhals bei Berlin. Es war das letzte Zusammentreffen des Zentralkomitees mit Ernst Thälmann als Vorsitzenden der KPD vor seiner Verhaftung wenige Tage nach dem Reichstagsbrand am 3. März 1933.

## Vorgeschichte
Die einstige Regierungspartei SPD verlor zur Reichstagswahl am 6. November 1932 im Vergleich zur Wahl 1930 und im Juli 1932 weiter an Zustimmung. Erstmals seit der Reichstagswahl 1930 musste auch die NSDAP Verluste hinnehmen, die die größten dieser Wahl waren, und konnte ihr Ergebnis als stärkste Partei nicht verbessern. Mit größten Gewinnen ging die KPD aus der Wahl hervor und war nun drittstärkste Kraft im Reichstag. Eine parlamentarische Mehrheit konnte nicht gebildet werden. Die kurze Amtszeit von Kurt von Schleicher als Reichskanzler endete bereits am 30. Januar 1933, als Reichspräsident Paul von Hindenburg die Ernennung Adolf Hitlers zum Reichskanzler vollzog.
Bereits zuvor hatten SPD und KPD mit den Schutzformationen des Reichsbanners und dem Kampfbund gegen den Faschismus je eigene antifaschistische Kampfbünde gegründet, um dem Erstarken des Nationalsozialismus sowie der damit verbundenen Gewalt zu begegnen. Zugleich standen sich beide Parteien programmatisch und in allen wesentlichen Fragen der praktischen Politik feindlich und unversöhnlich gegenüber. Ihre Parteiführungen setzten einander wechselseitig mit dem Faschismus gleich. Im Wahlkampf zur Reichstagswahl im Juli 1932 kam es am 25. Mai 1932 im Preußischen Landtag zu einer Saalschlacht zwischen Nationalsozialisten und Kommunisten, bei der mehrere kommunistische wie sozialdemokratische Abgeordnete teils schwer verletzt wurden, was den Abbruch der Sitzung zur Folge hatte. Die Saalschlacht war Auslöser für die Gründung der Antifaschistischen Aktion durch die KPD im Juni 1932.
Dennoch lehnte die KPD eine Woche vor der Machtübergabe an Hitler ein Angebot der SPD-Führung zur Einheitsfront als Angriff auf die „wahrhafte Einheit der Arbeiterklasse“ ab und sprach ihm die Ernsthaftigkeit als „Einheitsfrontmanöver“ ab. Am 30./31. Januar 1933 bot wiederum die KPD-Führung der SPD, dem ADGB, dem AfA-Bund, den christlichen Gewerkschaften und der „proletarischen Öffentlichkeit“ die Aktionseinheit gegen die Hitler-Hugenberg-Papen-Regierung an und forderte zum Generalstreik und zu Massendemonstrationen auf. Das württembergische Industriedorf Mössingen gilt als deutschlandweit einziger Versuch eine Regierung Adolf Hitlers durch die Teilnahme an einen landesweiten Generalstreik zu vereiteln, der als Mössinger Generalstreik bekannt wurde.
Die Verordnung des Reichspräsidenten zum Schutze des Deutschen Volkes vom 4. Februar 1933 setzte die verfassungsmäßigen Grundrechte der Versammlungs- und Pressefreiheit weitgehend außer Kraft. Öffentliche politische Versammlungen und Versammlungen unter freiem Himmel wurden massiv eingeschränkt und konnten jederzeit verboten werden. Bereits am 2. Februar wurde das bereits zuvor teilweise geräumte Karl-Liebknecht-Haus als Parteizentrale der KPD von der Polizei besetzt und durchsucht. Am gleichen Tag beschloss das Politbüro der Partei in Vorbereitung der Neuwahlen zum Reichstag die „Durchführung einer Konferenz der Polsekretäre, ZK-Instrukteure und Abteilungsleiter“. Auf der Tagesordnung stand neben einen Referat des Parteivorsitzenden Thälmanns ebenso die Aufstellung und Bestätigung der Kandidierendenlisten zur Reichstagswahl am 5. März und der am gleichen Tag stattfindenden Landtagswahl im Freistaat Preußen nach dem dortigen Preußenschlag.
Zur Vorbereitung der Tagung organisierte der technische Sekretär des Politbüros Herbert Wehner und mit dem ihm unterstehenden Teil des Parteiapparates sowie die Quartierbeschaffung Iffland, seit 1932 von Hermann Dünow geleitet, zwei Ausflugslokale in der Nähe des Treptower Parks, die jeglicher Verbindung zur KPD unverdächtig galten, jedoch ihre anfängliche Zusage zurückzogen. Otto Franke, Mitorganisator der Tagung, hatte engen persönlichen Kontakt zu Wilhem Mörschel dem Wirt eines Ausflugslokals und Sportlertreffs in Ziegenhals und wohnte in der Nähe des Lokals, das am Ende für die illegale Tagung ausgewählt wurde.

## Tagung

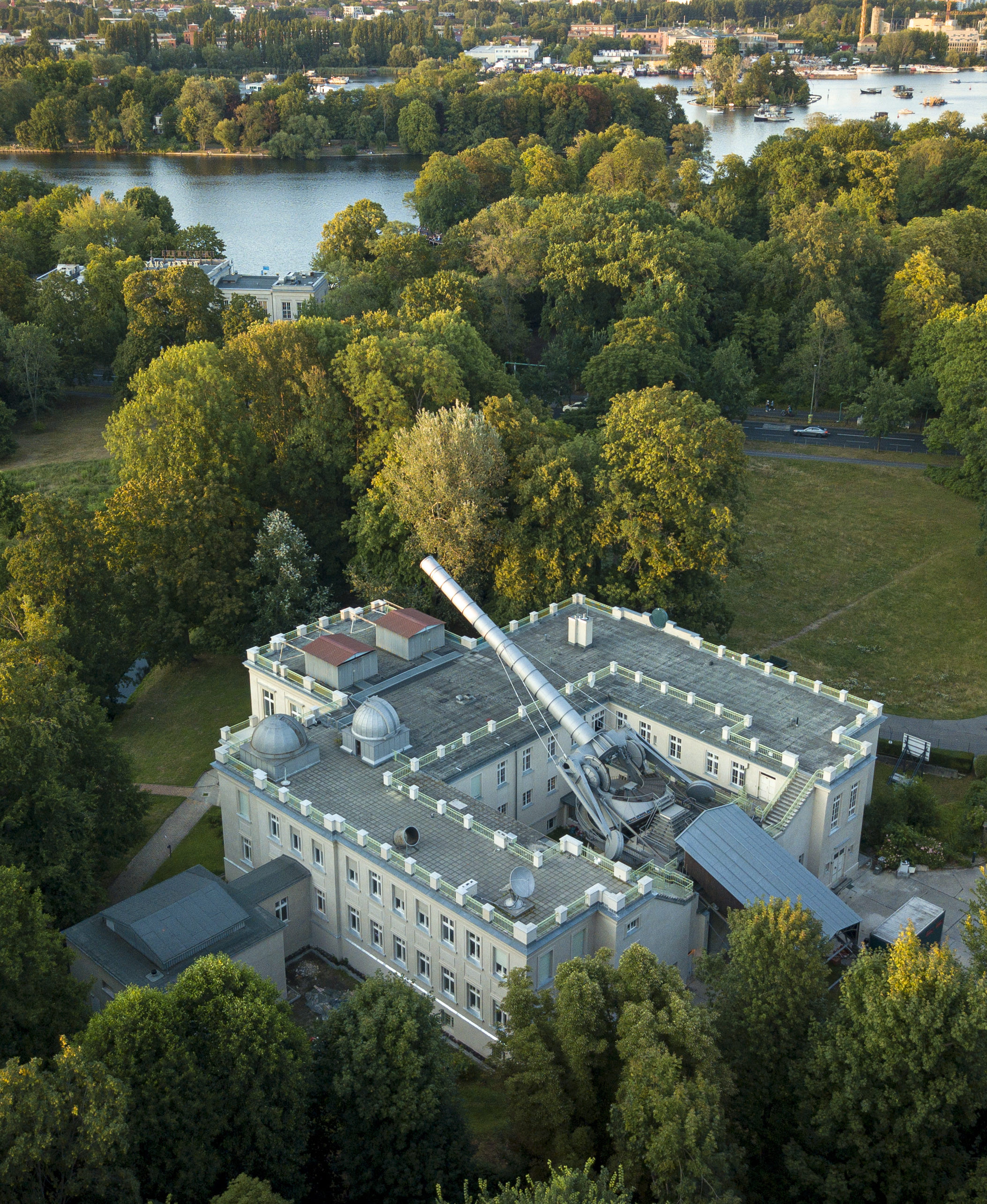
Sternwarte Treptow, heute Archenhold-Sternwarte, 2022

Die Anreise und die Durchführung der Tagung erfolgte unter den Regeln der Konspiration. Teilweise konnte die aus dem ganzen Reichsgebiet erfolgende Anreise nur unter größten Anstrengungen realisiert werden. Für die Organisation und Sicherung der Tagung war Hermann Dünow zuständig, der sich von 1927 bis 1933 für die sicherheits- und militärpolitische Arbeit der KPD und für verschiedene Gefangenenbefreiungen wie von Otto Braun verantwortlich zeichnete. Nach verschiedenen Anlaufpunkten in Berlin mit festen Zeitpunkten wurden die Teilnehmer der Tagung für zwei Zeitfenster zur Sternwarte Treptow gelotst, in der Arthur Lange als Mitarbeiter des KPD-Nachrichtendienstes als Schlosser arbeitete. Die an der Warte eingetroffenen Teilnehmer wurden von Dünow am Ende einer Führung durch die Warte in Empfang genommen und als Sportreisegruppen in Omnibusse zum Sporthaus Ziegenhals gebracht. Den Ordnerdienst am Tagungsort übernahmen Mitglieder des verbotenen Rotfrontkämpferbundes. Die Tagung wurde von Walter Ulbricht geleitet. In den Erinnerungen Herbert Wehners bezeichnet er sich verantwortlich für die bis zur Sternwarte reisenden Tagungsteilnehmer, während er die Sicherung ab Abfahrt und der Tagung Hans Kippenberger zuschreibt. Thälmann sowie Wilhelm Pieck und Walter Ulbricht wurden von Alfred Kattner den internen Regeln der Konspiration folgend mit Auto ins benachbarte Wernsdorf abgesetzt, um den Tagungsort in Ziegenhals nicht zu gefährden.
Thälmann führte innerhalb seines Referats auf der Tagung aus, dass die neue Regierung unter Hitler keine Niederlage des Proletariats sei, sondern der Beginn einer neuen und höheren Phase des Kampfes gegen den Faschismus. Er hob hervor, dass die KPD nicht in der Lage war, politisch mehr zu erreichen, weil sie den Einfluss der SPD- und ADGB-Führung sowie der christlichen Gewerkschaftsführer auf die Massen nicht „in dem erforderlichen Maße zu liquidieren“ im Stande gewesen sei. Die Kanzlerschaft Hitlers sei begleitet von Anzeichen eines Bürgerkriegs, derer sich die KPD bewusst sein müsse. Daher müsste es nun Aufgabe der Partei sein, dafür Sorge zu tragen, dass eine „Kette der Massenaktionen und Massenkämpfe gegen die faschistische Diktatur in ganz Deutschland nicht mehr abreißt“. Dabei seien die „Massen zu höheren Formen der wehrhaften Massennotwehr“ zu erziehen.
Im Laufe des Referats unterbrach Ulbricht Thälmann und musste die Tagung abbrechen, weil der Charakter der Versammlung für Außenstehende offenkundig wurde und die Konspiration unter diesen Umständen nicht mehr gewahrt werden konnte. Während anschließend Thälmann mit einem Auto von Kattner in Sicherheit gebracht worden sei, sollen andere Tagungsteilnehmer mit einem Omnibus sowie einem Motorboot vom Sporthaus über den Großen Zug entkommen sein. Kurze Zeit später kam die SA am verlassenen Tagungsort an.

### Teilnehmer
Im Rahmen einer Gedenkrede am 7. Februar 1953 zum Jahrestag der illegalen Tagung benannte Wilhelm Pieck die Zahl der damalig möglichen Teilnehmer mit 112 Funktionären. Den Großteil hätte mit 39 Mitglieder und 24 Kandidaten das Zentralkomitee der Partei umfasst, das am 8. bis 15. Juni 1929 auf dem Parteitag in Berlin-Wedding gewählt wurde. Die Vorsitzenden der parteilichen Bezirksstrukturen, die Sekretäre, wurden mit 24 und die der Chefredakteure der Bezirkszeitungen und des Zentralorgans Rote Fahne mit 25 angegeben. Pieck beziffert die Gesamtzahl der Anwesenden auf der Tagung mit „35 bis 40 Personen“. Die nachfolgende Auflistung zeigt die Dokumentation der jeweils nicht abgeschlossenen Teilnehmerlisten der Tagung exemplarisch nach Günter Hortzschansky sowie Horst Duhnke. Unterschiede in den Nennungen der Tagungsteilnehmer bei Hortzschansky erfolgen auf Nennung der jeweiligen Auflage nach Hermann Weber:

#### Mitglieder und Kandidaten des Zentralkomitees
| Teilnehmer             | Lebensdaten | lt. Hortzschansky | lt. Duhnke | NS-Opfer                   | Große Säuberung         | Anmerkungen |
| ---------------------- | ----------- | ----------------- | ---------- | -------------------------- | ----------------------- | --- |
| Franz Dahlem           | 1892–1981   | Ja                | Ja         | Emigriert                  | N/A                     | Teilnahme nach Hortzschansky (3. Auflage) |
| Wilhelm Florin         | 1894–1944   | Ja                | Ja         | Emigriert                  | N/A                     | Teilnahme nach Hortzschansky (1. und 3. Auflage) |
| Fritz Große            | 1904–1957   | Ja                | Ja         | Inhaftiert                 | N/A                     | Kandidat des Zentralkomitees |
| Ernst Grube            | 1890–1945   | Ja                | Ja         | Inhaftiert und ermordet    | N/A                     | |
| Fritz Heckert          | 1884–1936   | Nein              | Ja         | Ausgebürgert               | N/A                     | In den Ausführungen Wilhelm Piecks lediglich als verstorbenes ZK-Mitglied jedoch nicht als Teilnehmer der illegalen Tagung benannt |
| Wilhelm Hein           | 1889–1958   | Nein              | Ja         | Inhaftiert                 | N/A                     | 1933/34 wegen „Feigheit und Desertion“ aus der KPD ausgeschlossen |
| Walter Kaßner          | 1894–1970   | Ja                | Nein       | Inhaftiert                 | N/A                     | Kandidat des Zentralkomitees |
| Wilhelm Koenen         | 1886–1963   | Ja                | Nein       | Emigriert                  | N/A                     | |
| Michael Niederkirchner | 1882–1949   | Ja                | Ja         | Inhaftiert und emigriert   | N/A                     | |
| Hans Pfeiffer          | 1895–1968   | Nein              | Nein       | Inhaftiert                 | N/A                     | Kandidat des Zentralkomitees; direkte Anweisung der Kaderabteilung des ZK der SED Pfeiffer nicht als Teilnehmer der Tagung zu erwähnen, weil er während seiner Haft „weitgehende Angaben über seine internationale Tätigkeiten“ gemacht haben soll |
| Wilhelm Pieck          | 1876–1960   | Ja                | Ja         | Emigriert                  | N/A                     | Späterer und einziger Präsident der DDR |
| Siegfried Rädel        | 1893–1943   | Ja                | Ja         | Inhaftiert und ermordet    | N/A                     | Kandidat des Zentralkomitees |
| Hermann Remmele        | 1880–1939   | Nein              | Ja         | Ausgebürgert               | Inhaftiert und ermordet | Rehabilitierung und Aufhebung des Urteils 1988 |
| Rudolf Renner          | 1894–1940   | Ja                | Ja         | Inhaftiert und ermordet    | N/A                     | In den Ausführungen Wilhelm Piecks ebenso als Chefredakteur benannt |
| John Schehr            | 1896–1934   | Ja                | Ja         | Inhaftiert und ermordet    | N/A                     | Kandidat des Zentralkomitees bis zur Kooptierung als Vollmitglied, Mitte 1932 |
| Ernst Schneller        | 1890–1944   | Ja                | Ja         | Inhaftiert und ermordet    | N/A                     | Nach der 3. Reichsparteikonferenz der KPD im Oktober 1932 ins Zentralkomitee berufen |
| Hermann Schubert       | 1886–1938   | Nein              | Ja         | Emigriert und ausgebürgert | Inhaftiert und ermordet | Ernennung zum Vollmitglied des Zentralkomitee 1931; Rehabilitierung und Aufhebung des Urteils unbekannt |
| Franz Stenzer          | 1900–1933   | Ja                | Ja         | Inhaftiert und ermordet    | N/A                     | Ernennung zum Vollmitglied des Zentralkomitees, Ende 1932 |
| Walter Stoecker        | 1891–1939   | Ja                | Ja         | Inhaftiert und ermordet    | N/A                     | |
| Ernst Thälmann         | 1886–1944   | Ja                | Ja         | Inhaftiert und ermordet    | N/A                     | Parteivorsitzender der KPD; Referent auf der illegalen Tagung |
| Walter Ulbricht        | 1893–1973   | Ja                | Ja         | Emigriert                  | N/A                     | Leiter der illegalen Tagung |

#### Weitere führende Funktionäre
| Teilnehmer          | Lebensdaten | lt. Hortzschansky | lt. Duhnke | NS-Opfer                 | Große Säuberung         | Anmerkungen |
| ------------------- | ----------- | ----------------- | ---------- | ------------------------ | ----------------------- | --- |
| August Creutzburg   | 1892–1941   | Nein              | Ja         | Emigriert                | Inhaftiert und ermordet | Rehabilitierung und Aufhebung des Urteils 1998 |
| Philipp Dengel      | 1888–1948   | Nein              | Ja         | Emigriert                | N/A                     | In den Ausführungen Wilhelm Piecks lediglich als verstorbenes ZK-Mitglied jedoch nicht als Teilnehmer der illegalen Tagung benannt; Teilnahme nach Hortzschansky (1. und 2. Auflage) |
| Hermann Dünow       | 1898–1973   | Ja                | Ja         | Inhaftiert               | N/A                     | Mitorganisator und Verantwortlicher der Sicherung der illegalen Tagung |
| Karl Elgaß          | 1900–1985   | Nein              | Nein       | Inhaftiert               | N/A                     | Teilnahme nach eigenen Angaben; Ausschluss/Austritt aus der SED 1948 und Flucht nach West-Berlin                                                                                     |
| Otto Franke         | 1877–1953   | Ja                | Ja         | Inhaftiert und emigriert | N/A                     | Mitorganisator der illegalen Tagung |
| Georg Ulrich Handke | 1894–1962   | Ja                | Nein       | Inhaftiert               | N/A                     | |
| Hans Kippenberger   | 1898–1937   | Ja                | Nein       | Emigriert                | Inhaftiert und ermordet | Rehabilitierung und Aufhebung des Urteils 1957; Teilnahme nach Hortzschansky (3. Auflage)                                                                                            |
| Max Maddalena       | 1895–1943   | Nein              | Ja         | Inhaftiert und ermordet  | N/A                     | |
| Theodor Neubauer    | 1890–1945   | Ja                | Ja         | Inhaftiert und ermordet  | N/A                     | |
| Ernst Putz          | 1896–1933   | Nein              | Ja         | Inhaftiert und Freitod   | N/A                     | |
| Georg Schumann      | 1886–1945   | Ja                | Ja         | Inhaftiert und ermordet  | N/A                     | |
| Lisa Ullrich        | 1900–1986   | Ja                | Nein       | Inhaftiert               | N/A                     | |
| Herbert Wehner      | 1906–1990   | Nein              | Nein       | Emigriert                | N/A                     | Teilnahme nach Angaben von Karl Elgaß; 1942 wegen des Vorwurfs des Verrats aus der KPD ausgeschlossen                                                                                |

#### Bezirkssekretäre
| Teilnehmer        | Lebensdaten | lt. Hortzschansky | lt. Duhnke | NS-Opfer                 | Große Säuberung | Anmerkungen                                                                                        |
| ----------------- | ----------- | ----------------- | ---------- | ------------------------ | --------------- | -------------------------------------------------------------------------------------------------- |
| Karl Barthel      | 1907–1974   | Nein              | Nein       | Inhaftiert               | N/A             | Teilnahme nach eigenen Angaben; Vorwürfe wegen angeblichen Fehlverhaltens in der Haft              |
| Bernhard Bästlein | 1894–1944   | Ja                | Ja         | Inhaftiert und ermordet  | N/A             | |
| Hans Beimler      | 1895–1936   | Ja                | Ja         | Inhaftiert               | N/A             | Im Spanischen Bürgerkrieg gefallen                                                                 |
| Jakob Boulanger   | 1897–1968   | Ja                | Nein       | Inhaftiert               | N/A             | |
| Albert Buchmann   | 1894–1975   | Ja                | Nein       | Inhaftiert               | N/A             | |
| Philipp Daub      | 1896–1976   | Ja                | Nein       | Inhaftiert und emigriert | N/A             | |
| Georg Dreke       | 1901–1956   | Nein              | Nein       | Inhaftiert               | N/A             | Teilnahme als „Ersatzkader“                                                                        |
| Lambert Horn      | 1899–1939   | Ja                | Nein       | Inhaftiert und ermordet  | N/A             | |
| Werner Kraus      | 1898–1964   | Nein              | Nein       | Inhaftiert               | N/A             | Teilnahme nach eigenen Angaben; Mit Inhaftierung im Juli 1933 V-Mann der Gestapo innerhalb der KPD |
| Albert Kuntz      | 1896–1945   | Ja                | Ja         | Inhaftiert und ermordet  | N/A             | |
| Hermann Matern    | 1893–1971   | Ja                | Nein       | Inhaftiert und emigriert | N/A             | |
| Max Opitz         | 1890–1982   | Ja                | Nein       | Inhaftiert               | N/A             | |
| Anton Saefkow     | 1903–1944   | Nein              | Ja         | Inhaftiert und ermordet  | N/A             | |
| Augustin Sandtner | 1893–1944   | Ja                | Ja         | Inhaftiert und ermordet  | N/A             | |
| Robert Schulz     | 1900–1969   | Nein              | Nein       | Inhaftiert               | N/A             | Teilnahme als „Ersatzkader“                                                                        |
| Fritz Selbmann    | 1899–1975   | Ja                | Nein       | Inhaftiert               | N/A             | Teilnahme nach Hortzschansky (3. Auflage)                                                          |
| Robert Stamm      | 1900–1937   | Ja                | Ja         | Inhaftiert und ermordet  | N/A             | |
| Paul Suhr         | 1902–1933   | Ja                | Nein       | Ermordet                 | N/A             | |
| Mathias Thesen    | 1891–1944   | Ja                | Ja         | Inhaftiert und ermordet  | N/A             | |
| Paul Wojtkowski   | 1892–1960   | Nein              | Nein       | Inhaftiert               | N/A             | Teilnahme nach Angaben von Karl Elgaß                                                              |

#### Chefredakteure
| Teilnehmer | Lebensdaten | lt. Hortzschansky | lt. Duhnke | NS-Opfer   | Große Säuberung | Anmerkungen |
| ---------- | ----------- | ----------------- | ---------- | ---------- | --------------- | ----------- |
| Willi Bohn | 1900–1985   | Ja                | Nein       | Inhaftiert | N/A             |             |

#### Weitere Teilnehmer
| Teilnehmer       | Lebensdaten | lt. Hortzschansky | lt. Duhnke | NS-Opfer | Große Säuberung | Anmerkungen                                     |
| ---------------- | ----------- | ----------------- | ---------- | -------- | --------------- | ----------------------------------------------- |
| Paula Mörschel   | 1893–1987   | Ja                | Ja         | N/A      | N/A             | Wirtsleute des Tagungsorts Sporthaus Ziegenhals |
| Wilhelm Mörschel | 1890–1948   | Ja                | Ja         | N/A      | N/A             | Wirtsleute des Tagungsorts Sporthaus Ziegenhals |

## Nachgang

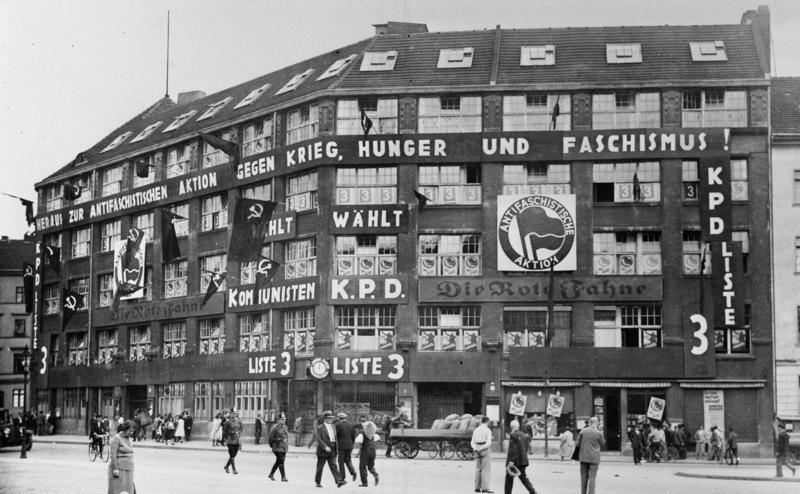
Karl-Liebknecht-Haus am Berliner Bülowplatz als Sitz der KPD zur Reichstagswahl 1932.

Am 23. Februar 1933 wurde das Karl-Liebknecht-Haus als Parteizentrale der KPD und Sitz der Chefredaktion der Roten Fahne durch die Politische Polizei erneut besetzt und geschlossen. Wenige Tage später, am 27. Februar, erneuerte die KPD mit einem offenen Brief „An die sozialdemokratischen und christlichen Arbeiter Deutschlands! An die Kollegen der freien Gewerkschaften und die Reichsbannerkameraden!“ von Ernst Thälmann ihr Angebot zur Einheitsfront. Dem Brief vorausgegangen war die letzte Sitzung des Politbüros des Zentralkomitees, an der Thälmann vor seiner Verhaftung teilnahm. In der folgenden Nacht von dem 27. auf den 28. Februar kam es zum Brand des Reichstagsgebäudes. Bereits am 28. Februar 1933 wurde die Verordnung des Reichspräsidenten zum Schutz von Volk und Staat (Reichstagsbrandverordnung) erlassen. Damit wurden die Grundrechte der Weimarer Verfassung de facto außer Kraft gesetzt und der Weg freigeräumt für die legalisierte Verfolgung der politischen Gegner der NSDAP durch Polizei und SA. Die Verordnung war gleichbedeutend mit dem Ende des Rechtsstaates in seiner bisherigen Form. Die Verordnung blieb bis zum Ende des Dritten Reiches in Kraft und war die Grundlage für ein Regime des permanenten Ausnahmezustandes.
Ebenso am 28. Februar machte Adolf Hitler unmissverständlich deutlich, dass jetzt „rücksichtslose Auseinandersetzung mit der KPD dringend geboten sei“. Die Notverordnung konnte darüber hinaus auch auf Sozialdemokraten und letztlich auf alle Gegner des Regimes angewandt werden. Der laufende Reichstagswahlkampf zur Wahl am 5. März konnte von der NSDAP nach dem Brand in offen terroristische Bahnen gelenkt werden. Bis Mitte Mai 1933 wurden allein in Preußen über 100.000 politische Gegner – die Mehrzahl Kommunisten – verhaftet und in provisorische Konzentrationslager und Folterkeller gebracht. Größter Verlierer der Wahl war nach dem Terror der vergangenen Wochen die KPD mit einem Stimmenverlust von etwa einer Million. Dies entsprach einem Verlust von 4,2 Prozentpunkten. Die Verluste der SPD waren mit 2,1 Prozentpunkten relativ gering. Insbesondere in ihren Hochburgen wie in Berlin oder in Sachsen blieben die beiden „marxistischen Parteien“ stabil. Noch vor der ersten (konstituierenden) Sitzung des neu gewählten Reichstags wurden die Mandate der KPD annulliert, sodass das Parlament 566 Abgeordnete umfasste. Dieser Schritt brachte der NSDAP die absolute Mehrheit.
Ernst Thälmann wurde bereits am 3. März 1933, zwei Tage vor der Reichstagswahl und einige Tage nach dem Reichstagsbrand, verhaftet. Die Dokumentation des Referats von Thälmann im Sporthaus Ziegenhals erfolgte lediglich in Auszügen. Diese Auszüge befanden sich in der Anklageschrift für einen Prozess gegen Thälmann, der nie umgesetzt wurde. Thälmann fertigte eine erhalten gebliebene Abschrift der Anklageschrift an, die zur Grundlage der Dokumentation des Inhalts des Referats wurde. Eine Initiative seitens Stalins zur Freilassung Thälmanns unterblieb, die seine Übersiedlung in die Sowjetunion hätte bewirken können, was nach Ansicht von Hubertus Knabe zu Zeiten des deutsch-sowjetischen Nichtangriffspakts möglich gewesen wäre. Thälmann wurde im August 1944, nach über elf Jahren Einzelhaft, vermutlich auf direkten Befehl Adolf Hitlers, im KZ Buchenwald erschossen.

## Rezeption

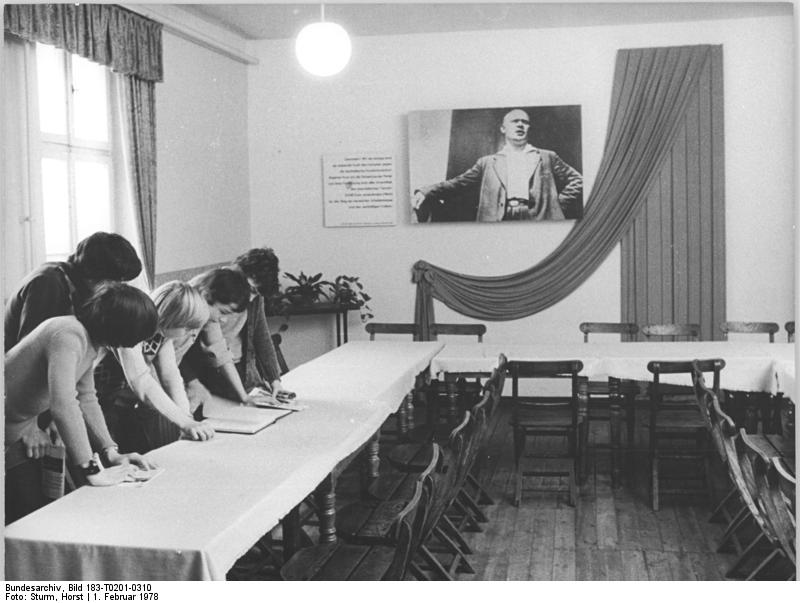
Jugendstunde zur Vorbereitung auf die Jugendweihe in dem als Gedenkzimmer gestalteten ehemaligen Tagungsraum, 1978.

Im Gefängnis definierte Thälmann die Versammlung als „Tagung zur Stellungnahme der Wahlen mit unserer strategischen Taktik“ und damit als „spezielle Wahltagung“, auf der deren Teilnehmende „in der Linie des strategischen Ziels des Wahlkampfes ungefähr orientiert sein müssen“. Gegenüber einen Untersuchungsrichter bezeichnete Thälmann das Ziel des Wahlkampfs ein gutes Ergebnis zu erreichen, um ein kommendes Verbot der KPD zu erschweren.
Innerhalb der DDR wurde das Zusammentreffen im Sporthaus Ziegenhals als „illegale Tagung des Zentralkomitees mit etwa 40 Teilnehmern“ charakterisiert. Im von Ernst Thälmann auf der Tagung gehaltenen Referat wurde demnach die Taktik und Strategie für die KPD formuliert, um „die schwerste Belastungsprobe in der Geschichte der Arbeiterbewegung“ bestehen zu können. Aus diesem Grund bezog sich die SED für  das eigene Programm „Programm zur Errichtung einer Arbeiter- und Bauernmacht“ auf den Inhalt des Referats. Das Referat bildet die Schlussszene des zweiteiligen Ernst Thälmann-Films der DEFA von 1986. Das Sporthaus Ziegenhals als Tagungsort wurde nach dem Krieg HO-Gaststätte und baubedingt in den Folgejahren abgerissen. Das Tagungszimmer des Treffens blieb dabei erhalten und wurde im Neubau von 1959 als Gedenkzimmer hergerichtet. Die Eröffnung der neuen Gedenkstätte erfolgte durch den damaligen Präsidenten der DDR Wilhelm Pieck. Das Gedenkzimmer war daraufhin bis zum Ende der DDR u. a. Anlaufpunkt für die Jugendstunde zur Vorbereitung auf die Jugendweihe. Jedoch wurde auch in der DDR durch den Historiker Siegfried Vietzke der Termin der Tagung am 7. Februar in Frage gestellt und stattdessen der 10. Februar 1933 für möglich gehalten.
In der jüngeren Forschung wird die Dokumentation der Tagung in Ziegenhals durch die DDR kritisch beleuchtet. Die Dokumentation wird als u. a. selektiv wahrgenommen, weil sie immer wieder Teilnehmer der Tagung ausspare, „die nicht mehr mit der Politik der SED einverstanden waren oder die zu Opfern Stalins gehörten“. In diesem Zusammenhang wurde in der DDR-Geschichtsschreibung nie Herbert Wehner als Tagungsteilnehmer erwähnt. Es müsse darüber hinaus überprüft werden, wer in seiner Teilnahme ebenso ausgeklammert wurde oder sogar zu Unrecht als Teilnehmer Erwähnung fand. Ebenso wird der Charakter der Tagung als illegales Zusammenkommen des Zentralkomitees der KPD in Frage gestellt und das Wesen einer Reichsfunktionärsversammlung der Tagung betont. Ebenso spricht Henryk Skrzypczak wegen des Charakters der Versammlung und der noch nicht vorhandenen Illegalität der kommunistischen Partei von einer geheime(n) Reichsfunktionärskonferenz der KPD am 7. Februar 1933 in Ziegenhals (Zeuthener Konferenz). Kritisch beleuchtet wurde auch die Rolle der Wirtsleute Paula und Wilhelm Mörschel, wobei letzterer von Hermann Dünow als „ein zuverlässiges Mitglied der KPD“ bezeichnet wurde. Mörschel kandidierte als Sohn eines ortsbekannten Sozialdemokraten 1929 für die SPD bei den Gemeindewahlen und wurde über den eigentlichen Zweck des Treffens im Unklaren gelassen und nur über ein Treffen von Sportlern informiert. Ebenso hinterfragt wurde der Ablauf des Fluchtgeschehens nach dem Ende der Tagung, das sich teilweise per Motorboot gestaltet haben soll, obwohl der See eine dicke Eisschicht getragen hat und Wasserstraßenamt nicht den Eisaufbruch des für die Schifffahrt viel wichtigeren Oder-Spree-Kanals umsetzte.